# Autodromo Enzo e Dino Ferrari
Das Autodromo Enzo e Dino Ferrari ist eine Motorsport-Rennstrecke in Imola, Italien, auf der seit 2020 der Große Preis der Emilia-Romagna im Rahmen der Formel 1 stattfindet. Zuvor wurde auf der Rennstrecke bis 2006 der Große Preis von San Marino ausgetragen. Da ein Land nicht zwei Formel-1-Grands-Prix austragen durfte, wurde das Rennen damals offiziell an den Zwergstaat San Marino abgegeben.
Die Rennstrecke liegt nur 80 km von Maranello, dem Stammsitz von Ferrari, entfernt, weshalb das Rennen in Imola auch als Heimspiel für die Scuderia gilt. Es ist eine der wenigen Formel-1-Strecken, die entgegen dem Uhrzeigersinn befahren werden.

## Geschichte
Die Rennstrecke wurde 1953 eröffnet und geht auf eine Idee von Enzo Ferrari zurück, der hier einen kleinen Nürburgring errichten lassen wollte. Bei der Eröffnung gab es keine Schikanen in der Streckenführung; so war die Tamburello-Kurve die erste einer Runde und die Tosa bereits die zweite. 1968 wurde die Strecke nach dem früh verstorbenen Sohn von Enzo Ferrari, Alfredo (Dino), in Autodromo Dino Ferrari umbenannt. Nach Enzo Ferraris Tod im Jahr 1988 wurde der Name erweitert.

Änderungen der Streckenführung infolge der tödlichen Unfälle 1994

Zur Saison 2007 wurde der Große Preis von San Marino aus dem Formel-1-Kalender gestrichen, weil die Anlage als nicht mehr zeitgemäß galt.
Von Ende 2006 an wurde der Kurs für umfangreiche Umbauarbeiten geschlossen. Innerhalb von zehn Monaten wurde ein komplett neues Boxengebäude einschließlich Mediacenter errichtet, die Auslaufzone in der Tamburello-Schikane erweitert sowie einige Abschnitte neu asphaltiert. Im Zuge des neuen Boxengebäudes musste auch die Streckenführung erneut geändert werden. Nach der Rivazza folgen nun mehrere schnelle Kurven statt der alten Variante-Bassa, so dass ein langes Vollgasstück bis zur Tamburello-Schikane entstanden ist. Nach der Abnahme der FIA erhielt der Kurs eine 1T-Lizenz, die alle Veranstaltungen außer der Formel 1 zulässt. Zu Beginn des Jahres 2008 wurde auch ein neues Management gefunden, der Kurs mittlerweile in Autodromo Internazionale Enzo e Dino Ferrari di Imola umbenannt. Erste große Veranstaltung nach dem Umbau war das Veranstaltungswochenende im Rahmen der FIA WTCC im September 2008. Nach 14 Jahren kehrte 2020 die Formel 1 wieder nach Imola zurück und trug dort den Großen Preis der Emilia-Romagna aus.
Imola war auch 2021 Teil des offiziellen Rennkalenders der Formel 1. Die Strecke nahm den Platz des eigentlich am 11. April stattfindenden Großen Preises von China ein, wurde aber eine Woche nach hinten auf den 18. April 2021 verschoben. Ein Ersatztermin für den Großen Preis von China wurde noch nicht bekannt gegeben. Da es bereits den Großen Preis von Italien gibt, der auf der Rennstrecke in Monza ausgetragen wird, wird das Rennen wieder wie im Jahr 2020 unter dem Namen Großer Preis der Emilia-Romagna ausgetragen. 2022 wurde der Vertrag zur Austragung des Rennens mit dem italienischen Automobil-Club ACI bis 2025 verlängert.

### 1994
Beim Großen Preis von San Marino 1994 verunglückten im Samstagstraining zunächst Roland Ratzenberger und beim Rennen einen Tag später Ayrton Senna tödlich. Diese und weitere Unfälle und die wieder aktivierte Grand Prix Drivers’ Association bewirkten zahlreiche Änderungen. Seitdem wird mehr Wert auf die Sicherheit vieler Rennstrecken und die der Wagen gelegt; die Sicherheit der Fahrer wurde erhöht. In Imola wurden daraufhin Schikanen in der Tamburello-Kurve und vor der Tosa-Kurve (benannt nach Gilles Villeneuve) eingebaut, welche die Geschwindigkeiten erheblich drosselten. Andere Stellen wie die Variante Alta wurden ebenfalls entschärft.

## Statistik

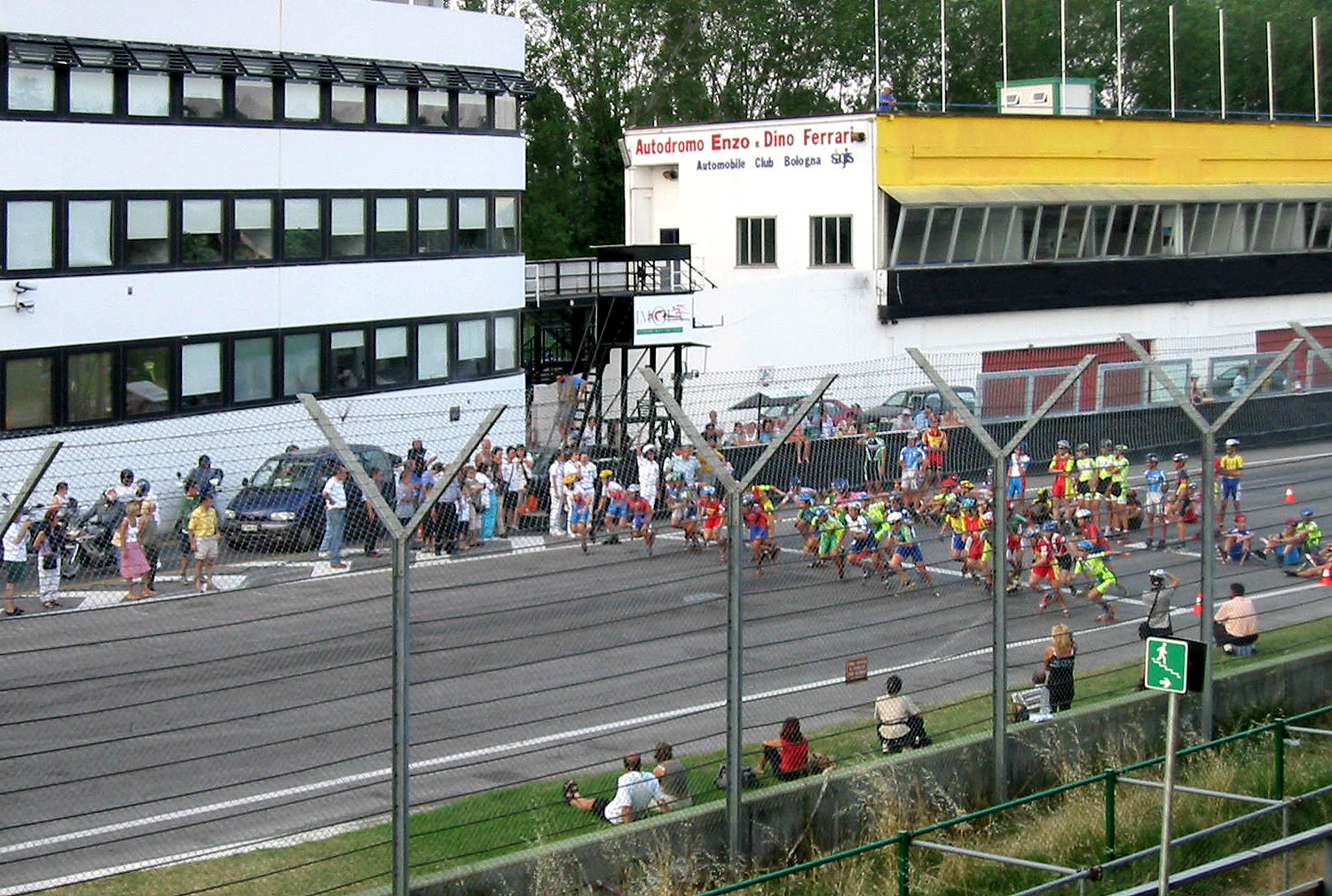
Startbereich der Rennstrecke

| Nr. | Jahr | Fahrer                              | Konstrukteur                        | Motor                               | Reifen                              | Zeit                                | Streckenlänge                       | Runden                              | Ø-Tempo                             | Datum                               | GP von/der     |
| --- | ---- | ----------------------------------- | ----------------------------------- | ----------------------------------- | ----------------------------------- | ----------------------------------- | ----------------------------------- | ----------------------------------- | ----------------------------------- | ----------------------------------- | -------------- |
| 1   | 1980 | Nelson Piquet                       | Brabham                             | Ford                                | G                                   | 1:38:07,520 h                       | 5,040 km                            | 60                                  | 184,906 km/h                        | 14. September                       | Italien        |
| 2   | 1981 | Nelson Piquet                       | Brabham                             | Ford                                | M                                   | 1:51:23,970 h                       | 5,040 km                            | 60                                  | 162,873 km/h                        | 3. Mai                              | San Marino     |
| 3   | 1982 | Didier Pironi                       | Ferrari                             | Ferrari                             | G                                   | 1:36:38,887 h                       | 5,040 km                            | 60                                  | 187,733 km/h                        | 25. April                           | San Marino     |
| 4   | 1983 | Patrick Tambay                      | Ferrari                             | Ferrari                             | G                                   | 1:37:52,460 h                       | 5,040 km                            | 60                                  | 185,381 km/h                        | 1. Mai                              | San Marino     |
| 5   | 1984 | Alain Prost                         | McLaren                             | Porsche (TAG)                       | M                                   | 1:36:53,679 h                       | 5,040 km                            | 60                                  | 187,255 km/h                        | 6. Mai                              | San Marino     |
| 6   | 1985 | Elio de Angelis                     | Lotus                               | Renault                             | G                                   | 1:34:35,955 h                       | 5,040 km                            | 60                                  | 191,799 km/h                        | 2. August                           | San Marino     |
| 7   | 1986 | Alain Prost                         | McLaren                             | Porsche (TAG)                       | G                                   | 1:32:28,408 h                       | 5,040 km                            | 60                                  | 196,208 km/h                        | 27. April                           | San Marino     |
| 8   | 1987 | Nigel Mansell                       | Williams                            | Honda                               | G                                   | 1:31:42,076 h                       | 5,040 km                            | 59                                  | 194,562 km/h                        | 3. Mai                              | San Marino     |
| 9   | 1988 | Ayrton Senna                        | McLaren                             | Honda                               | G                                   | 1:32:41,264 h                       | 5,040 km                            | 60                                  | 195,754 km/h                        | 1. Mai                              | San Marino     |
| 10  | 1989 | Ayrton Senna                        | McLaren                             | Honda                               | G                                   | 1:26:51,245 h                       | 5,040 km                            | 58                                  | 201,939 km/h                        | 23. April                           | San Marino     |
| 11  | 1990 | Riccardo Patrese                    | Williams                            | Renault                             | G                                   | 1:30:55,478 h                       | 5,040 km                            | 61                                  | 202,876 km/h                        | 13. Mai                             | San Marino     |
| 12  | 1991 | Ayrton Senna                        | McLaren                             | Honda                               | G                                   | 1:35:14,750 h                       | 5,040 km                            | 61                                  | 193,671 km/h                        | 28. April                           | San Marino     |
| 13  | 1992 | Nigel Mansell                       | Williams                            | Renault                             | G                                   | 1:28:40,927 h                       | 5,040 km                            | 60                                  | 204,596 km/h                        | 17. Mai                             | San Marino     |
| 14  | 1993 | Alain Prost                         | Williams                            | Renault                             | G                                   | 1:33:20,413 h                       | 5,040 km                            | 61                                  | 197,625 km/h                        | 25. April                           | San Marino     |
| 15  | 1994 | Michael Schumacher                  | Benetton                            | Ford                                | G                                   | 1:28:28,642 h                       | 5,040 km                            | 58                                  | 198,234 km/h                        | 1. Mai                              | San Marino     |
| 16  | 1995 | Damon Hill                          | Williams                            | Renault                             | G                                   | 1:41:42,552 h                       | 4,895 km                            | 63                                  | 181,922 km/h                        | 30. April                           | San Marino     |
| 17  | 1996 | Damon Hill                          | Williams                            | Renault                             | G                                   | 1:35:26,156 h                       | 4,892 km                            | 63                                  | 193,761 km/h                        | 5. Mai                              | San Marino     |
| 18  | 1997 | Heinz-Harald Frentzen               | Williams                            | Renault                             | G                                   | 1:31:00,673 h                       | 4,930 km                            | 62                                  | 201,509 km/h                        | 27. April                           | San Marino     |
| 19  | 1998 | David Coulthard                     | McLaren                             | Mercedes                            | B                                   | 1:34:24,593 h                       | 4,930 km                            | 62                                  | 194,255 km/h                        | 26. April                           | San Marino     |
| 20  | 1999 | Michael Schumacher                  | Ferrari                             | Ferrari                             | B                                   | 1:33:44,792 h                       | 4,930 km                            | 62                                  | 195,630 km/h                        | 2. Mai                              | San Marino     |
| 21  | 2000 | Michael Schumacher                  | Ferrari                             | Ferrari                             | B                                   | 1:31:39,776 h                       | 4,930 km                            | 62                                  | 200,077 km/h                        | 9. April                            | San Marino     |
| 22  | 2001 | Ralf Schumacher                     | Williams                            | BMW                                 | M                                   | 1:30:44,817 h                       | 4,933 km                            | 62                                  | 202,062 km/h                        | 15. April                           | San Marino     |
| 23  | 2002 | Michael Schumacher                  | Ferrari                             | Ferrari                             | B                                   | 1:29:10,789 h                       | 4,933 km                            | 62                                  | 206,190 km/h                        | 14. April                           | San Marino     |
| 24  | 2003 | Michael Schumacher                  | Ferrari                             | Ferrari                             | B                                   | 1:28:12,058 h                       | 4,933 km                            | 62                                  | 207,895 km/h                        | 20. April                           | San Marino     |
| 25  | 2004 | Michael Schumacher                  | Ferrari                             | Ferrari                             | B                                   | 1:26:19,670 h                       | 4,933 km                            | 62                                  | 212,406 km/h                        | 25. April                           | San Marino     |
| 26  | 2005 | Fernando Alonso                     | Renault                             | Renault                             | M                                   | 1:27:41,921 h                       | 4,933 km                            | 62                                  | 209,086 km/h                        | 24. April                           | San Marino     |
| 27  | 2006 | Michael Schumacher                  | Ferrari                             | Ferrari                             | B                                   | 1:31:06,486 h                       | 4,933 km                            | 62                                  | 202,323 km/h                        | 23. April                           | San Marino     |
|     |      |                                     |                                     |                                     |                                     |                                     |                                     |                                     |                                     |                                     |                |
| 28  | 2020 | Lewis Hamilton                      | Mercedes                            | Mercedes                            | P                                   | 1:28:32,430 h                       | 4,909 km                            | 63                                  | 209,429 km/h                        | 1. November                         | Emilia-Romagna |
| 29  | 2021 | Max Verstappen                      | Red Bull                            | Honda                               | P                                   | 2:02:34,598 h                       | 4,909 km                            | 63                                  | 151,276 km/h                        | 18. April                           | Emilia-Romagna |
| 30  | 2022 | Max Verstappen                      | Red Bull                            | RBPT                                | P                                   | 1:32:07,986 h                       | 4,909 km                            | 63                                  | 201,404 km/h                        | 24. April                           | Emilia-Romagna |
|     | 2023 | abgesagt aufgrund von Überflutungen | abgesagt aufgrund von Überflutungen | abgesagt aufgrund von Überflutungen | abgesagt aufgrund von Überflutungen | abgesagt aufgrund von Überflutungen | abgesagt aufgrund von Überflutungen | abgesagt aufgrund von Überflutungen | abgesagt aufgrund von Überflutungen | abgesagt aufgrund von Überflutungen | Emilia-Romagna |
| 31  | 2024 | Max Verstappen                      | Red Bull                            | RBPT                                | P                                   | 1:25:25,252 h                       | 4,909 km                            | 63                                  | 218,293 km/h                        | 19. Mai                             | Emilia-Romagna |
| 32  | 2025 | Max Verstappen                      | Red Bull                            | RBPT                                | P                                   | 1:31:33,199 h                       | 4,909 km                            | 63                                  | 202,537 km/h                        | 18. Mai                             | Emilia-Romagna |

Nachweis
Rekordsieger
Fahrer: Michael Schumacher (7), Max Verstappen (4), Alain Prost / Ayrton Senna (je 3)
Fahrernationen: Deutschland (9), Großbritannien (6), Brasilien / Frankreich (je 5)
Konstrukteure: Ferrari / Williams (je 8), McLaren (6)
Motorenhersteller: Ferrari / Renault (je 8), Honda (5)
Reifenhersteller: Goodyear (16), Bridgestone (7), Pirelli (5), Michelin (4)